# Legacy of Kings
Legacy of Kings је други студијски албум шведског пауер метал бенда Hammerfall. Објављена је 28. септембра 1998. од стране Nuclear Blast-а.Побољшано издање албума на диску укључује музички спот за нумеру Let the Hammer Fall, галерију фотографија, текстове песама, позадине за рачунар, скринсејвер и Винамп скин само на бонус делукс издању.
Насловну слику за овај албум је насликао Andreas Marschall.
Године 2019. Metal Hammer је рангирао албум као 9. најбољи пауер метал албум свих времена. Током 2001. објављена је руска верзија са пет додатних нумера.

## Песме
| №               | Назив                     | Трајање |  |
| 1.              | Heeding the Call          | 4:30    |  |
| 2.              | Legacy of Kings           | 4:13    |  |
| 3.              | Let the Hammer Fall       | 4:16    |  |
| 4.              | Dreamland                 | 5:42    |  |
| 5.              | Remember Yesterday        | 5:05    |  |
| 6.              | At the End of the Rainbow | 4:05    |  |
| 7.              | Back to Back              | 3:39    |  |
| 8.              | Stronger Than All         | 4:29    |  |
| 9.              | Warriors of Faith         | 4:45    |  |
| 10.             | The Fallen One            | 4:23    |  |
| Укупно трајање: | Укупно трајање:           | 45:07   |  |